# Akodon budini
Akodon budini és una espècie de mamífer rosegador de la família dels cricètids. Viu a altituds d'entre 800 i 2.500 msnm a l'Argentina i Bolívia. El seu hàbitat natural són les iungues. Està amenaçat per la tala d'arbres i la ramaderia bovina.
El seu nom específic, budini, és en honor del col·leccionista i explorador suïssoargentí Emilio Budin, que envià molts espècimens a Oldfield Thomas.